# Emanuela Degli Esposti
Emanuela Degli Esposti (Bologna, 1958) è un'arpista italiana. È cofondatrice e presidente dell'Associazione Italiana dell'Arpa.

## Biografia

### Studi
Nata a Bologna, Emanuela Degli Esposti inizia gli studi musicali a cinque anni con Maria Luisa Rabbi, pianista e fisarmonicista. Fin da bambina si esibisce come virtuosa della fisarmonica, lo strumento suonato dal padre Alfredo e dal nonno Primo Guidotti, accompagnata da diverse orchestre e in duo con il M. Francesco Veronesi. Vari compositori, tra i quali Carlo Venturi, Arnaldo Bettelli e Mario Borghi, le dedicano dei brani.
Negli anni 1977-1978 suona sulla nave da crociera russa Ivan Franko con la quale viaggia in Spagna, Francia, Regno Unito, Marocco, Jugoslavia, Grecia e Turchia. A partire dal 1976 incide LP regolarmente trasmessi dalla radio, tra i quali Le Variazioni del Carnevale di Venezia e..., e I pescatori di perle. Insegna fisarmonica presso l'Accademia dei Floridi.
All'età di 15 anni intraprende anche lo studio dell'arpa sotto la guida di Alba Novella Schirinzi diplomandosi in soli sette anni con il massimo dei voti al Conservatorio "G. B. Martini" di Bologna.
Si dedica alla pratica delle arti marziali raggiungendo i massimi livelli del Kung Fu e del Tai Chi Chuan con i maestri Shin Dae Wong e Alessandro Mattioli. Frequenta i corsi di Alexander Technique tenuti da Fran Robinson presso l'Istituto Lama Tzong Khapa di Pomaia, con Daniele Bottaro a Venezia e presso la Scuola di Alto Perfezionamento di Saluzzo.
Nel 1981, grazie al maestro Zubin Mehta, studia alla Buchmann-Mehta School of Music di Tel Aviv con Judith Liber, prima arpa dell'Orchestra Filarmonica d'Israele. Lo studio con Judith Liber prosegue in Italia nei corsi di perfezionamento di Fiesole (Castello di Vincigliata, 1986 e 1996); Meda (1987); la Scuola di Alto Perfezionamento Musicale di Saluzzo (1988 e 1989); Verona (1990); Lanciano (1992); i corsi annuali all'Accademia Musicale di Firenze; l'Accademia Mabellini di Pistoia (1996 e 1997).
Dal 1998 al 2011, Emanuela Degli Esposti ha organizzato e insegnato alle Master Classes di Judith Liber a Villa Camozzi sul Lago di Como. Tra le sue esperienze formative si segnalano inoltre il corso di perfezionamento con Susanna Mildonian presso la Fondazione Levi di Venezia nel 1987, il corso con Frédérique Cambreling all'Academie de Musique di Sion nel 1988 e di Mara Galassi presso la Scuola Civica di Milano nel 2002.

### Orchestra
Emanuela Degli Esposti inizia a collaborare come prima arpa con l'Orchestra della Cappella Musicale Arcivescovile di S. Maria dei Servi nel 1979. L'anno seguente collabora con la Ritmo-Symphonic Orchestra diretta da Giovanni Fenati con la quale incide un LP per la Manhattan Records che viene presentato l'8 marzo 1981 da Pippo Baudo nella trasmissione Domenica in. Lo stesso anno inizia una collaborazione con il Maggio Musicale Fiorentino dove, tra le produzioni più significative, esegue le opere Siegfried e Götterdämmerung di Richard Wagner diretti da Zubin Mehta, la Sinfonia Fantastica di Hector Berlioz diretta da Michi Inoue, la 2ª Sinfonia di Gustav Mahler diretta da Iván Fischer e L'assedio di Corinto di Gioachino Rossini diretto da Eliahu Inbal.
Nel corso di diversi anni esegue le maggiori opere del repertorio lirico di Giacomo Puccini, Giuseppe Verdi, Gaetano Donizetti, Amilcare Ponchielli, Umberto Giordano, Francesco Cilea, Pietro Mascagni, Ruggero Leoncavallo collaborando come prima arpa anche con l'Orchestra del Teatro Petruzzelli di Bari, l'Orchestra del Teatro dell'Opera di Genova, l'Orchestra Filarmonica Arturo Toscanini di Parma.
Estesa anche l'attività riguardo al repertorio sinfonico nel corso delle sue collaborazioni con le Orchestre A. Scarlatti della RAI di Napoli, l'Orchestra della RAI di Milano e l'Orchestra della Radio Svizzera Italiana di Lugano.
Tra i direttori d'orchestra con cui ha lavorato, oltre a Zubin Mehta e Georges Prêtre si citano Riccardo Chailly, Gianandrea Gavazzeni, Riccardo Muti, Günter Neuhold, Gustav Kuhn, Vladimir Delman, Daniel Oren e Iván Fischer, direttore della Konzerthausorchester di Berlino. Dal 1992, con la nascita del suo primo figlio, decide di dedicarsi prevalentemente alla musica da camera, al repertorio solistico, alla ricerca musicologica e all'insegnamento.

### Musica contemporanea
Il debutto di Emanuela Degli Esposti come interprete di musica del ventesimo secolo avviene nel 1980 a Bologna in ensèmble con Giorgio Zagnoni, Gaspare Tirincanti, Antonio Ballista, Marco Boni, diretti da Paolo Olmi. In seguito collabora assiduamente con il gruppo Octandre di Bologna, membro dell'European Conference of Promoters of New Music, con cui effettua prime esecuzioni assolute e concerti di musica contemporanea presso istituzioni prestigiose come l'Accademia Chigiana (annualmente dal 1985 al 1994), il Cantiere Internazionale d'Arte di Montepulciano, l'Accademia Filarmonica di Bologna, il Teatro Euclide di Roma, il Teatro Nuovo di Torino, l'Auditorium Zanon di Udine, Brotfabrik di Bonn, España Hoy, Alliance Française, British Council e molte altre e lavora con musicisti come Enzo Porta, Ben Omar, Oscar Ghiglia, Guido Corti, Aldo Bennici, Danilo Rossi, Gastone Sarti, Alan Meunier, Lincoln Almada, Vincenzo Zitello e compositori come Franco Donatoni, Luciano Berio, Luis De Pablo, Aldo Clementi, Silvano Bussotti, Azio Corghi, Sofia Gubaidolina, Carlo Boccadoro, Daniele Garella.
Effettua seminari sul linguaggio dell'arpa nella musica contemporanea presso il Conservatorio G. Verdi di Como in collaborazione con Ivan Fedele (1997), per l'Accademia Europea al Castello di Pomerio (2001) e al Conservatorio A. Boito di Parma (2004-2024).
Ha effettuato numerose prime esecuzioni e registrazioni di compositori del ventesimo e ventunesimo secolo.

### Musica solistica e cameristica
Nel 1982 vince il primo premio assoluto al Concorso Internazionale di Stresa e il primo premio al Concorso Nazionale di Musica da Camera di Palmi in duo con il flautista Massimo Mercelli con il quale esegue il Concerto K299 di Wolfgang Amadeus Mozart al Teatro Magnani di Fidenza nel 1990. Lo stesso Concerto K299 viene da lei eseguito in diverse occasioni coi flautisti Dante Milozzi, Antonio Barsanti, Giuseppe Nova e Nicola Guidetti, diretto da Michele Marvulli, Giovanni Di Stefano, Christophe Daverio, Kamen Goleminov, Michael Tseitlin, Douglas Boyd e registrato nel 2000 per la California Arts Foundation.
Nel 1983 forma il Duo D'Arpe Italiano con Cristiana Passerini, premiato a Palmi nel 1984, a Stresa e Tradate nel 1985. Nel 1986 esegue la Sonata di Claude Debussy in trio con Dante Milozzi e Dino Asciolla al Festival delle Nazioni di Città di Castello, brano che farà parte del suo repertorio negli anni seguenti. Ha effettuato intensa attività in formazioni cameristiche. Come solista con l'orchestra ha suonato con l'Orchestra da Camera di Ginevra, i Solisti dell'Orchestra Scarlatti di Napoli, I Virtuosi Italiani, l'Accademia Bach, l'Orchestra Filarmonica Marchigiana, l'Orchestra del Festival di Barga eseguendo i concerti di Georg Friedrich Händel, Carl Ditters von Dittersdorf, François-Joseph Gossec, Carl Reinecke, Camille Saint-Saëns, le Danse sacrée et danse profane di Claude Debussy, il Settimino di Maurice Ravel.
Di particolare rilievo i recital solistici nella Casa della Musica di Parma, ad Assisi in occasione di Umbria Festival, al Festival di Viggiano, al Festival delle Arpe di Isolabona, all'Accademia Tadini di Lovere, all'University of Music di Bucarest, all'Auditorium del Real Conservatorio Superior de Música di Madrid e la sua esecuzione della Ciaccona di Johann Sebastian Bach da lei trascritta per arpa.
Emanuela Degli Esposti dirige l'Orchestra d'Arpe Leonardo Primavera.
In duo con l'arpista Ieuan Jones ha tenuto concerti in Italia, Regno Unito, Serbia e Svizzera. In duo con l'oboista Marino Bedetti ha tenuto concerti al Rio Harp Festival (2023). Ha effettuato concerti con i violoncellisti Michele Ballarini, Roberto Trainini e Francesco Maria Parazzoli.

### Attività accademica
Emanuela Degli Esposti ha insegnato nei conservatori di Adria (1984-1985), Matera (1986-1988), Monopoli (1988-1989), Cuneo (1990-1996), Como (1996-2000). Dal 2001 è titolare della cattedra di arpa al Conservatorio "Arrigo Boito" di Parma.
Ha tenuto master class all’Accademia Europea di Pomerio (2000), al Conservatorio di Udine (2004), al Royal College of Music di Londra (2005, 2010, 2013), ad Assisi Umbria Festival (2009, 2010, 2011), a Salsomaggiore Terme (2009), all'Accademia Tadini di Lovere (2012, 2013, 2014), al Conservatorio di Lugano (2013), alla Mokranjac Academy di Belgrado (2014), al Real Conservatorio Superior de Música di Madrid (2014, 2023), alla National School of Music Lyubomir Pipkov di Sofia (2014, 2017 e Harpissima 2022), alla Vītols Latvian Academy of Music di Riga (2015), a Villa Medici-Giulini (annualmente dal 2015), alla University of Music di Bucarest (2016), alla Chamber Opera di San Pietroburgo (2016), al Conservatorio di Vibo Valentia (2017), al Conservatorio G. B. Martini di Bologna (2019), alla Glasbena Matica di Trieste (2019, 2023), all'Università di Zagabria (2022), alla Stella Voralberg Privathochschule für Musik di Feldkirch (2023). Nella sua carriera didattica, ha tenuto e organizzato vari seminari.
Emanuela Degli Esposti ha fatto parte della giuria di vari concorsi d'arpa, tra i quali si ricordano quello della Franz-Josef-Reinl-Stiftung di Monaco (1999), l'International Harp Contest in Israele (1998 e 2003 in qualità di vice-presidente della giuria), "Marcel Tournier" (2009-2012), Belgrado (2014), Novi Sad (2017), Rencontres Internationales de Harpe en Île de France (2017), International Slovenian Harp Competition (2019), Crystal Key di San Pietroburgo (2019), Arpa Plus di Barcellona (2019), Aeda International Harp Contest in Madrid (2022), J. Sibelius International Harp Contest in Turku (2023, 2024).
È direttore artistico del Concorso e Festival Internazionale "Suoni d'Arpa", giunto nel 2025 alla sua quattordicesima edizione.
Emanuela Degli Esposti è cofondatrice e presidente dell'Associazione Italiana dell'Arpa.

## Discografia
- 1980 – Music in Paradise (Manhattan Records, con l'Orchestra Ritmo-Sinfonica di Giovanni Fenati)
- 1989 – Musica Nuova per l'Europa (Fonit Cetra, con il Gruppo Octandre)
- 1998 – Andrea Talmelli: E quell'unica strada era il nero (Agenda)
- 1999 – Louis Spohr: Sonate Concertanti per Arpa e Flauto (La Bottega Discantica, con Nicola Guidetti)[11]
- 2003 – Pedal Harp (La Bottega Discantica)[12]
- 2007 – Duo d'Harpes au XVIII Siècle (La Bottega Discantica, con Davide Burani)[13]
- 2008 – Adagio e Cantabile (Tactus, con Costance Frei, Giuliano Giuliani e Andrea Macinanti)[14]
- 2012 – Valse, Arabesque, Réverie, Ballade, Berceuse (La Bottega Discantica)[15]
- 2015 – Daniele Garella: Le Jardin Féerique (La Tosca)
- 2016 – Daniele Garella: Heliopolis (La Tosca)
- 2017 – Giuseppe Millico:  Sonate per arpa • Canzonette per voce e arpa • Duetto per arpa e violino (Tactus)
- 2018 e 2022 – Marco Enrico Bossi – Musica da camera (2 voll., Tactus)
- 2023 – Daniele Garella: Nel dolce tempo (Stella Mattutina Edizioni)

## Edizioni musicali e pubblicazioni
Emanuela Degli Esposti ha pubblicato edizioni Urtext di musica originale per arpa per UT Orpheus e suoi arrangiamenti per Stella Mattutina Edizioni. Nel 1996 ha pubblicato L'interpretazione della Sonata in sol maggiore di Carl Philipp Emanuel Bach per Agenda Edizioni Musicali. Scrive regolarmente su IN CHORDIS, rivista dell'Associazione Italiana dell'Arpa.